# Crngrob
Crngrob (sprich: ˈtsəɾnɡɾɔp, zu deutsch: Ehrengruben am Moosbach) ist ein Dorf in der slowenischen Gemeinde Škofja Loka (deutsch: Bischoflack)

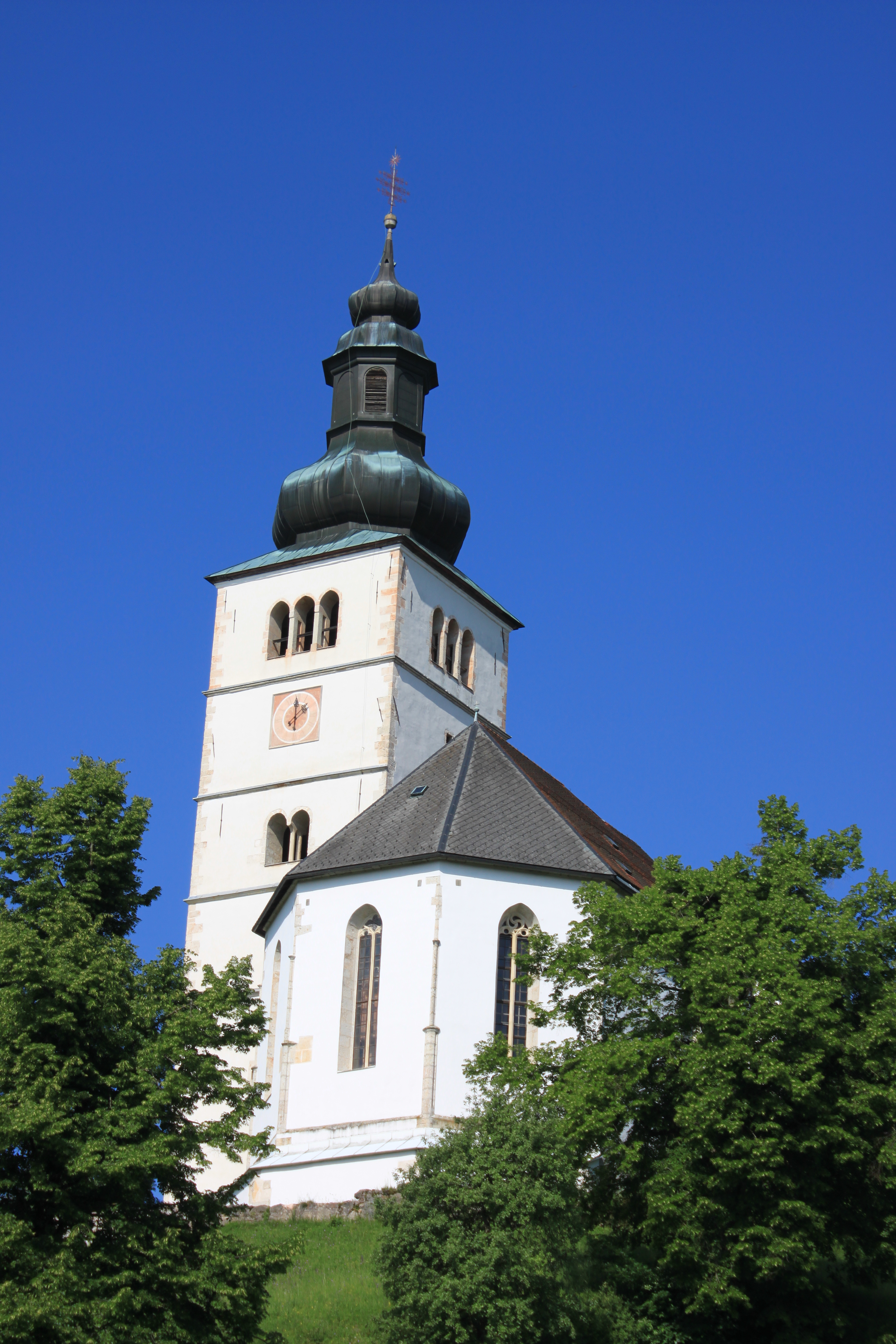
Kirche Mariä Verkündigung in Crngrob, von Süden gesehen.

## Name
Der Ort wurde in den ältesten Quellen 1291 als Erngrůb bezeichnet, später auch als Errengrůb (1318) und Erngruben (1423). Entgegen den meisten anderen Quellen gibt der Etymologe Marko Snoj die Jahre 1381 statt 1318 und 1421 statt 1423 an. Der Name stammt aus dem Mittelhochdeutschen ern, das den Boden bezeichnete und grůb bzw. gruab, gruobe, das im bairischen Sprachgebrauch eine Bodensenke benannte. Im Neuhochdeutschen wurde daraus Erengrub und Ehrengruben.
Der slowenische Name entstand durch die Verballhornung des bairischen Namens Erngrůb zum slowenischen Tscherngrůb, geschrieben Crngrob. Die Erklärung für den Namensteil crn = schwarz wurde durch eine Legende erklärt (siehe unten unter Legenden und Sagen).

## Geographie
Das Dorf befindet sich ganz im Norden der Stadtgrenze von Škofja Loka an der Grenze zur Stadtgemeinde Kranj (deutsch: Krainburg). Es liegt an den Ausläufern der Križnogorje-Berge und dem Sorško-Feld zwischen 354 und 450 Höhenmetern.
Es gehört zur Region Oberkrain, slowenisch Gorjenska. Die Stadt Škofja Loka ist nur vier Kilometer in Richtung Süden entfernt.

## Einwohner
Das Dorf besteht aus 19 Häusern, in denen 2018 47 Personen lebten.
| Bevölkerungsentwicklung | Bevölkerungsentwicklung | Bevölkerungsentwicklung | Bevölkerungsentwicklung |
| ----------------------- | ----------------------- | ----------------------- | ----------------------- |
| 1991                    | 2002                    | 2011                    | 2018                    |
| 35                      | 33                      | 46                      | 47                      |

## Geschichte
Das ganze Gebiet rund um Bischoflack wurde am 30. Juni 973 von Kaiser Otto II. dem Bischof von Freising, Abraham von Freising geschenkt. Die Freisinger Bischöfe riefen zahlreiche Siedler aus dem Herzogtum Baiern ins Land, die zahlreiche Dörfer um Bischoflack gründeten. So taucht der Name Erngrůb 1291 zum ersten Male in den Urbaren der Freisinger Bischöfe auf.
Der Ort erfuhr einen kräftigen Aufschwung, als im 15. Jahrhundert die Wallfahrt in die Mariä-Verkündigungs-Kirche zunahm und das kleine Dorf bis 1566 eine für den Ort überdimensionierte Wallfahrtskirche erhielt. Nach 1945 wurden die Wallfahrten von der kommunistischen Regierung untersagt. Seit 1990 werden wieder jährliche Wallfahrten von der katholischen Kirche durchgeführt.
1803 fiel das Gebiet im Rahmen der Säkularisation an Österreich und wurde in das Herzogtum Krain eingegliedert; ab 1918 war es ein Teil Jugoslawiens.

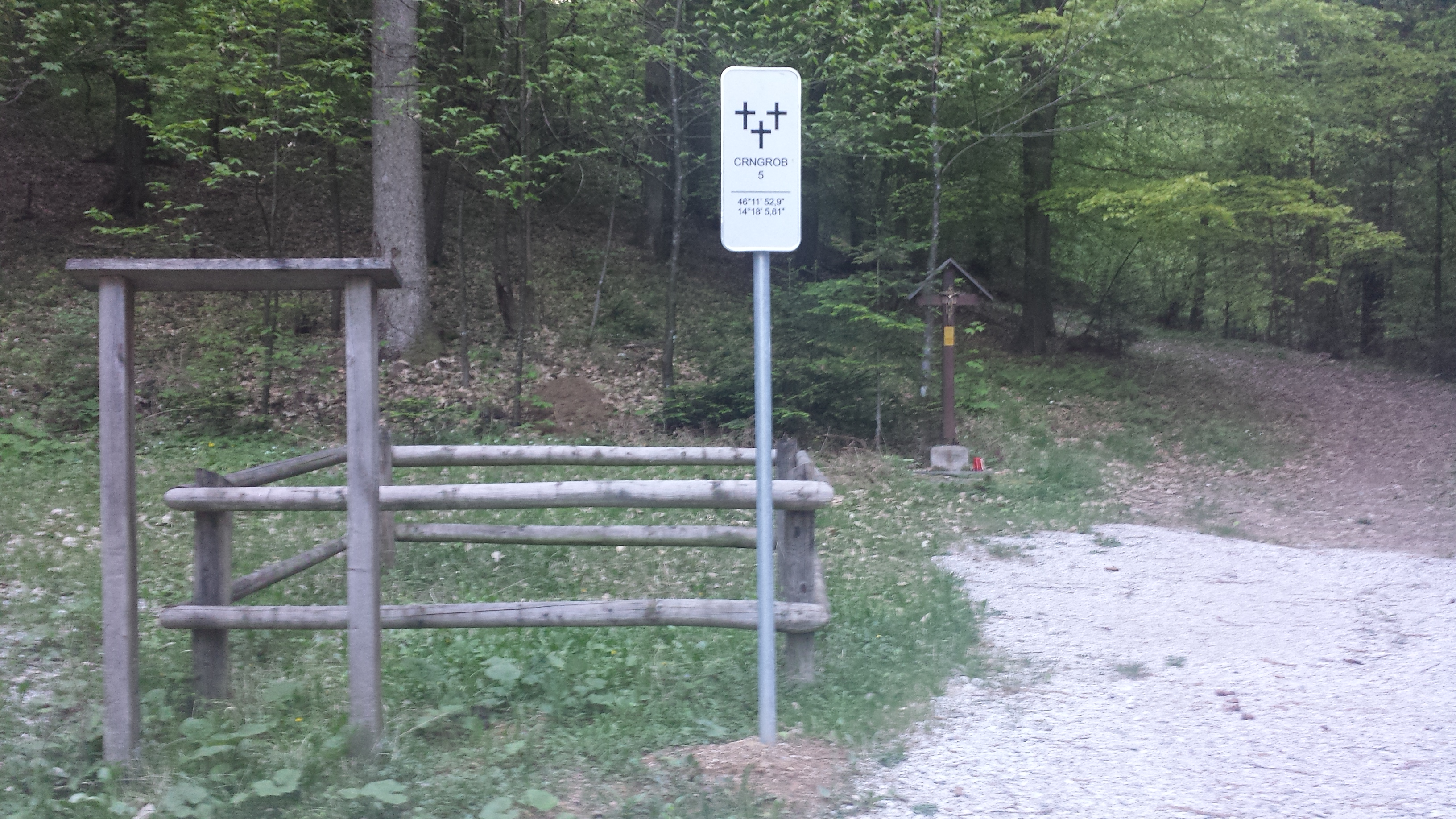
Massengrab Nr. 5

### Zweiter Weltkrieg
Während des Zweiten Weltkriegs kam es vom 27. bis zum 31. März 1942 zu Gefechten auf dem nahe gelegenen Hügel Mali Rovt. Das 181. deutsche Reserve-Polizeibataillon umzingelte Partisanen der Selška-Kompanie; bei den Kämpfen starben 17 Partisanen, darunter der Organisator des Aufstandes in der Oberkrain, Stane Žagar; die Zahl der deutschen Opfer ist unbekannt.
Im Mai 1945 kam es in Crngrob während der kommunistischen Machtübernahme zu Massenmorden. In den Massengräbern Crngrob 1 – 5 (slowenisch: Grobišče Crngrob 1 – 5), auch Balant (= Name des Waldstücks) Massengrab (slowenisch: Grobišča v Balantovem smrečju) oder Stenga- (=Flurname) Massengrab (slowenisch: Grobišče pri Štengah) genannt, befinden sich die Leichen von 200 bis 300 Frauen, Männern und Kinder. Unter den Opfern waren auch führende Mitglieder der Regierung des Unabhängigen Staates Kroatien (NDH) mit ihren Familienangehörigen, Mitglieder der Ustascha und wahrscheinlich auch Mitglieder der slowenischen Heimwehr (slowenisch: Slovensko domobranstvo). Die ersten Morde begannen am 20. Mai 1945, die meisten Opfer wurden vom 22. bis 25. Mai ermordet; vereinzelt gab es auch noch bis Ende Mai Hinrichtungen. Während der kommunistischen Herrschaft wurde die Existenz der Massengräber tot geschwiegen. Erst ab 1991 kam es in der Republik Slowenien zu einer Aufarbeitung der Massenmorde.

## Hemma Pilgerweg
Durch das Dorf führt der Hemma-Pilgerweg, der an der Poljanska Sora (deutsch: Pöllander Zaier) entlang über Skofja Loka und Crngrob nach Österreich führt.

## Sehenswürdigkeiten

### Mariä-Verkündigungs-Kirche

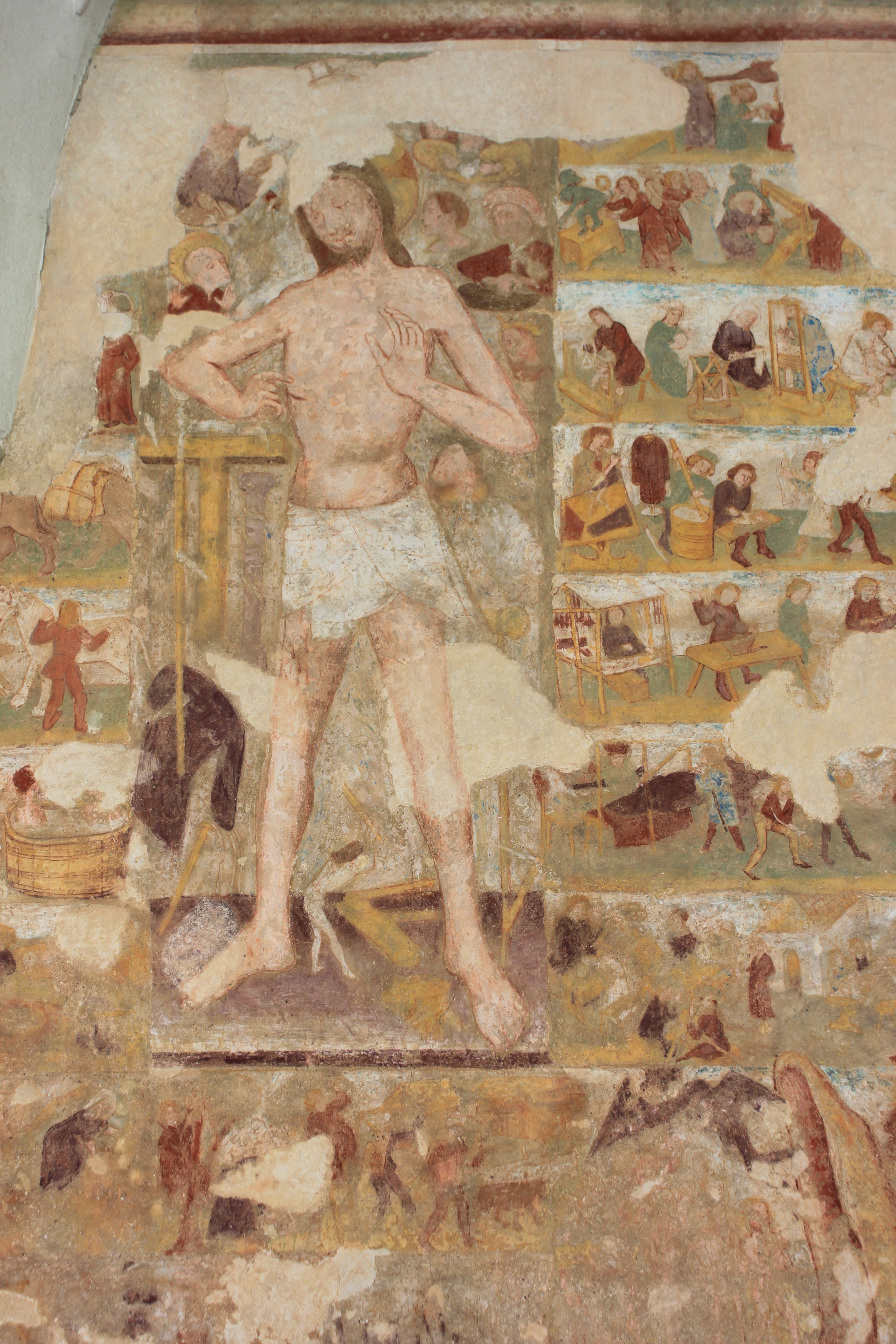
Fresko „Der Heilige Sonntag“ Fresko aus dem Jahre 1450 von Johannes von Laibach.

Die heutige katholische Kirche Mariä Verkündigung wurde 1410 an Stelle einer kleineren Vorgängerkirche gebaut, um den Andrang zahlreicher Pilger zu bewältigen, die zum Gnadenbild „Maria und Jesus“ pilgerten. Die Kirche ist wegen ihrer einmaligen Fresken aus dem Mittelalter berühmt. Im Inneren steht der größte Hauptaltar in Slowenien, ein barockes
Werk aus dem Jahre 1652 von Jurij Skarnos aus Ljubljana. Der Kirchturm ist mit 62 m der höchste im ganzen Gebiet von Škofja Loka.

### Der rote Bildstock

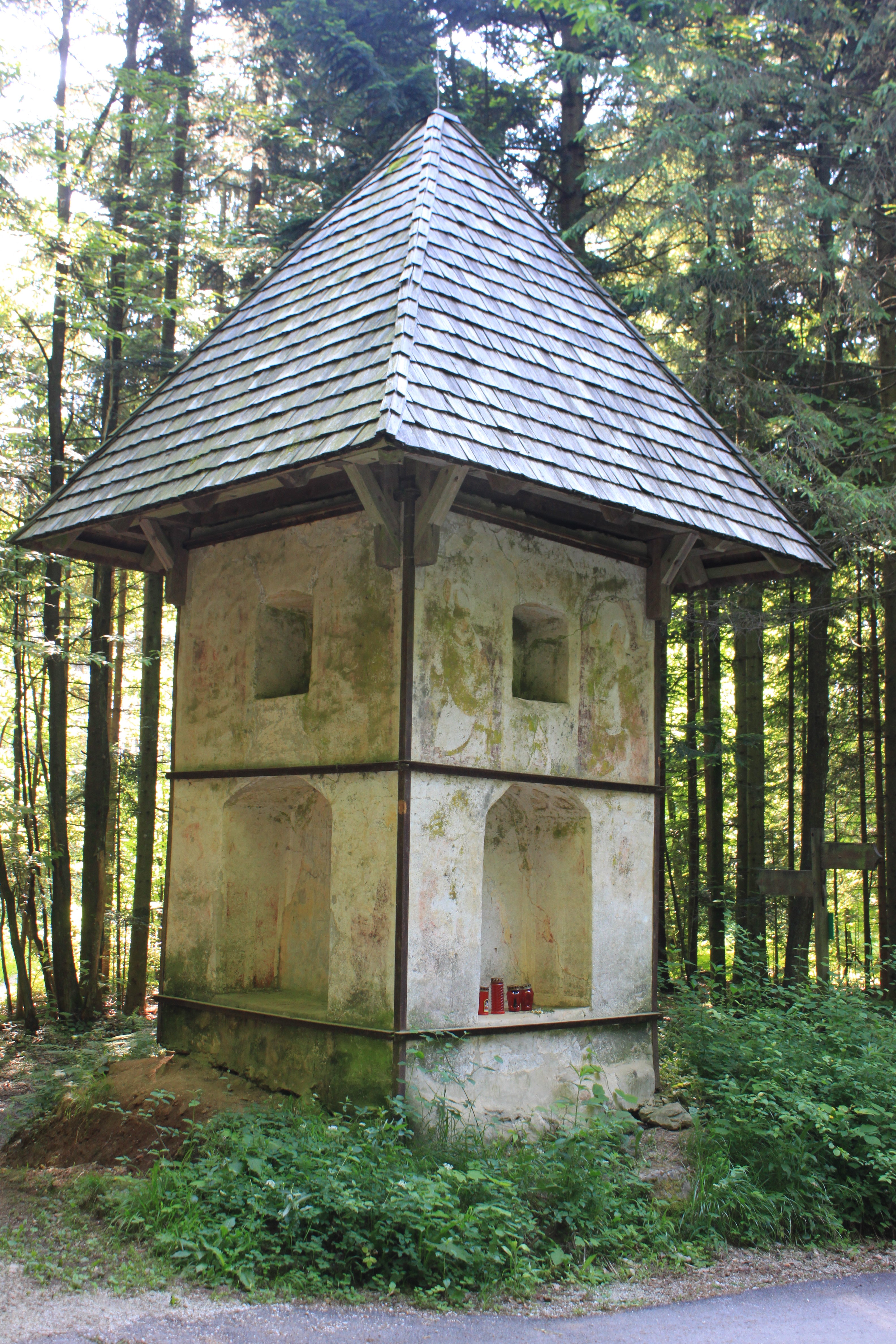
Der Rote Bildstock, entstanden um 1500.

Bei dem „roten Bildstock“ handelt es sich um einen der ältesten Bildstöcke Sloweniens; er wurde um das Jahr 1500 errichtet und war Teil des Pilgerweges von Bischoflack nach Ehrengruben. Die leider schlecht erhaltenen Fresken sind ein Höhepunkt der Krainer Freskenmalerei des Mittelalters. Geschaffen wurden sie von Meister Veit von Stein (slowenisch: Mojster Vid iz Kamnika).
Zwei weitere Bildstöcke aus Holz entstanden im 18. Jahrhundert entlang des Pilgerwegs; der sogenannte „Hölzerne Stock“, erschaffen von einem unbekannten Künstler und am Ende des Pilgerwegs vor der Kirche ein Bildstock des slowenischen Künstlers Anton Tušek.

## Legenden und Sagen

### Das Heidenmädchen
Das Heidenmädchen (slowenisch: ajdovska deklica) war eine Riesin, die damals in den Wäldern um Bischoflack lebte. Von der Frömmigkeit der Bewohner angetan, half sie beim Bau der Kirche mit und schleppte die schwersten und größten Steine auf den Hügel. Ihre Hände waren so groß, dass sie damit Wasser aus der Save schöpfen konnte und den Durst der Arbeiter so stillte. Sie arbeitete auch im Winter Tag und Nacht, so dass sie sich erkältete und starb. Ihr zu Ehren wurde eine ihrer Rippen in die Kirche gehängt, als Vorbild für alle Christenmenschen, sich für den Glauben einzusetzen. Der Volksmund sagt, dass jedes Jahr Blutstropfen von der Rippe fallen. Fällt kein Tropfen mehr, dann naht der Tag des Jüngsten Gerichts.

### Der höchste Kirchturm
(slowenisch: najvišji stolp cerkve) Der Pfarrer von Bischoflack lag im Streit mit dem Baumeister des Kirchturms von Mariä Verkündigung. Der Turm seiner neuen Kirche dürfe nicht höher sein als sein Kirchturm in Bischoflack. Als der Baumeister trotzdem weiter an einer Erhöhung seines Glockenturms arbeitete, ließ der Pfarrer den Weg versperren und verbot, Steine und Holz an den Baumeister zu verkaufen und den Handwerkern dort zu arbeiten. In seiner Not versprach der Baumeister dem Teufel seine Seele, falls er ihm helfe, den Turmbau zu beenden. Als der Turm fertig und höher als alle Türme in Bischoflack war, stieg der Baumeister auf dem Turm und betrachtete sein Werk. Da kam auf einmal ein Windstoß auf, der den Baumeister vom Turm wehte und zu Boden stieß. An der Stelle, an der der Baumeister aufkam, war ein Loch in der Erde und das Gras schwarz verbrannt: Der Teufel hatte seine Seele mitgenommen. Deshalb wurde dieser Ort dann Crngrob genannt, was so viel wie „schwarze Grube“ bedeutet.

### Die Felsenrast
In der Nähe des roten Bildstock befindet sich eine Felsformation, die Ähnlichkeit mit einer Sitzgelegenheit hat. Der Legende nach hat hier die Gottesmutter Maria gerastet, als sie auf dem Weg war, ihre Kirche in Ehrengruben zu besuchen. Aus Ehrfurcht und um es Maria bequem zu machen, sanken die Felsen in sich zusammen.
Eine andere Sage erzählt, dass das Heidenmädchen (slowenisch: ajdovska deklica) – siehe weiter oben – beim Bau der Kirche hier Rast gemacht hatte und dabei die Felsen eindrückte. Der Fels wird deshalb auch „Sitz des Heidenmädchens“ genannt.
Eine weitere Geschichte erzählt, dass Menschen, die dort die ganze Nacht sitzen, werden „so groß wie Unkraut“, also sehr schnell sehr hoch wachsen.
Dies nützte eine Mutter aus, die in Bischoflack wohnte. Sie hatte neun Söhne, alles Riesen, doch der zehnte war so klein und zart, dass ihn der kleinste Windhauch umwehte. Da setzte ihn die Mutter auf den Sitz des Heidenmädchen und sprach: „Sitz hier und wachse bis Du so groß bist wie Deine Brüder!“ Schon am nächsten Tag war er ein Stück größer und er blieb sitzen, bis er ein Riese wurde wie seine Brüder.